# Ramón Calderón Ramos
Ramón Calderón Ramos (Palència, 26 de maig de 1951) és un advocat espanyol, que fou president del Reial Madrid Club de Futbol entre 2006 i 2009.
Va ser escollit el 2 de juliol de 2006 gràcies als 8.344 vots presencials aconseguits. A la seva candidatura destacaven el futur director de la secció futbol, Pedja Mijatovic i el director de la secció de basquetbol Vlade Divac.
Els seus primers fitxatges van ser el del nou entrenador, Fabio Capello i els exjugadors de la Juventus Football Club, Fabio Cannavaro i Emerson, fitxats el 19 de juliol de 2006.
A la seva campanya electoral, va prometre els fitxages del milanista Kaká, el jugador del Chelsea Football Club Arjen Robben i el jugador català Cesc Fàbregas. Cap d'aquests jugadors va ser fitxat.
Els següents fitxatges del Reial Madrid, després de Fabio Cannavaro i Emerson, van ser Ruud van Nistelrooy, del Manchester United FC, i Mahamadou Diarra, del Olympique de Lió. També va arribar al club blanc el sevillà José Antonio Reyes, cedit a canvi del brasiler Julio Baptista. Al mercat d'hivern va presentar tres nous joves fitxatges sud-americans, Marcelo, un jove lateral esquerre del Fluminense; Gonzalo Higuaín, davanter argentí de River Plate i Fernando Gago, també argentí, de Boca Juniors.
El 16 de gener de 2009 va presentar la seva dimissió, després d'haver estat acusat de frau durant una assemblea de compromisaris, i durant una setmana de forta convulsió mediàtica i social, siguent substituït pel fins llavors vicepresident Vicent Boluda.